# Stavsjö
Stavsjö is een plaats in de gemeente Nyköping in het landschap Södermanland en de provincie Södermanlands län in Zweden. De plaats heeft 221 inwoners (2005) en een oppervlakte van 29 hectare.